# Karl von Hohenwart
Karl von Hohenwart (ur. 12 lutego 1824 w Wiedniu, zm. 26 kwietnia 1899 tamże) – austriacki polityk i urzędnik państwowy, minister spraw wewnętrznych i premier Austrii (1871).

## Życiorys
Studia odbył na Terezjańskiej Akademii Wojskowej. W 1848 roku został wybrany na deputowanego Zgromadzenia Narodowego Związku Niemieckiego we Frankfurcie nad Menem, ale nie sprawował mandatu. Pracował jako urzędnik państwowy w centrali ministerstwa spraw wewnętrznych, a także w Księstwie Krainy, Książęcym Hrabstwie Tyrolu, Księstwie Karyntii, Górnej Austrii i Fiume. W 1868 roku został gubernatorem Górnej Austrii.
Był politykiem konserwatywnym o poglądach federalistycznych. Od lutego do października 1871 był premierem Austrii. Opowiadał się za stworzeniem słowiańskiej autonomii, początkowo dla Królestwa Galicji i Lodomerii i Królestwa Czech, co przysporzyło mu przeciwników politycznych wśród parlamentarnych środowisk liberalnych i polityków węgierskich. Proponowane przez niego w 1871 roku ustawodawstwo dla czeskiej autonomii (Fundamentalartikel) przepadło w parlamencie, co doprowadziło do upadku jego rządu. Od 1873 roku do lat 90. XIX wieku przewodził frakcji prawicowej w Radzie Państwa. W 1885 roku został prezesem Najwyższego Trybunału Obrachunkowego (niem. Oberster Rechnungshof).